# Bankhaus A. Levy & Co.
Das Bankhaus A. Levy &. Co. war ein Kölner Kreditinstitut, das bis zu seiner Liquidation im Jahr 1936 eine bedeutende Rolle für die Kreditwirtschaft weit über die Kölner Region hinaus spielte.

## Gründungsphase
Über die Gründungsphase des jüdischen Bankhauses A. Levy &. Co. („Levybank“) ist wenig bekannt. Gründer Abraham Levy (* 1797) war mit Eva Hirtz verheiratet und arbeitete 1844 als Kassendiener beim Kölner Bankhaus Sal. Oppenheim. Er arbeitete sich zum selbständigen Börsenmakler empor und begründete 1858 ein bescheidenes Bankgeschäft unter dem Namen A. Levy. Ihr Sohn Hermann Löb-Levy (* 1825, † 1873) war seit 1852 mit Johanna Coppel verheiratet (* 1832, † 1902), deren ebenfalls jüdische Eltern in Solingen eine Stahlwaren- und Waffenfabrik betrieben. Aus der Ehe gingen 4 Kinder hervor (Albert, Elise, Fanny und Louis), von denen Louis Heymann (später Hermann) Levy das Friedrich-Wilhelm-Gymnasium (Köln) und für zwei Semester die Handelshochschule in Antwerpen besuchte, bevor er nach dem frühen Tode seines Vaters 1873 in die väterliche Bank eintrat und dort seit 1877 als Teilhaber fungierte. Das Kölner Bankwesen war damals führend im Westen. Hier residierten insbesondere Bankhaus J. D. Herstatt (seit 1782), Sal. Oppenheim (1789), Bankhaus J. H. Stein (1790) oder der A. Schaaffhausen’scher Bankverein (seit 1791).

## Aufstieg der Bank
Nach der Heirat mit Anna Emma Hagen (aus der Familiendynastie Akku Hagen) nahm Louis Hermann Levy 1893 deren Geburtsnamen Hagen an und nannte sich fortan Louis Hagen. Er unterstützte mit seiner Bank die aufstrebende rheinisch-westfälische Industrie mit einer Art frühem Investmentbanking, indem er neben Emissionsfinanzierungen vor allem Unternehmensgründungen und Fusionen von Unternehmen förderte. 
Die Gründung der Kölner Land- und Seekabelwerke AG im Mai 1898 erforderte hohen Kapitalbedarf, der durch die Levybank mit einer 50-prozentigen Aktienbeteiligung mit Hilfe eines Bankenkonsortiums gedeckt wurde, die vom Konsortium 1901 an Felten & Guilleaume veräußert wurde. Der Beteiligungserwerb förderte das Wachstum dieses Kölner Unternehmens. Dadurch erregte Louis Hagen Aufmerksamkeit in der westdeutschen Industrie. Auch den Zusammenschluss des Hörder Bergwerks- und Hütten-Vereins mit der Phoenix AG für Bergbau und Hüttenbetrieb (1906) trieb der Kölner Bankier entscheidend voran. Häufig kooperierte die Levybank mit dem bereits etablierten Bankhaus Sal. Oppenheim & Cie., so auch bei der Sanierung des Scherl-Verlags (1913). Louis Hagens Bank hatte Verbindung zu den Vereinigten Stahlwerken van der Zypen & Wissener Eisenhütten AG, Eschweiler Bergwerksverein und Felten & Guilleaume. Die Levybank leitete 1904 die Interessengemeinschaft zwischen dem A. Schaaffhausen’scher Bankverein mit der Dresdner Bank ein, sorgte für die Fusion der Kölnische Maschinenbau-AG mit der Berlin-Anhalter-Maschinenfabrik [Bamag] (Mai 1909), der Carlswerk AG mit der A. E. G. (1915) oder für die Angliederung der Zechen „Nordstern“ und „Zollverein“. 1923 favorisierten Oppenheim und Levy eine Interessengemeinschaft zwischen den Versicherungen Allianz und Colonia, die jedoch nicht zustande kam. Die Phoenix AG für Bergbau und Hüttenbetrieb befand sich 1925 in einer Unternehmenskrise, die durch Liquiditätskredite von der Darmstädter und Nationalbank und dem Bankhaus Levy abgewendet werden konnte. Die in Köln gegründete Deutsch-Südamerikanische Telegraphengesellschaft benötigte 27,65 Millionen Mark für die Überseekabelverlegung nach Pernambuco, an der sich die Levybank in einem Bankenkonsortium mit einer Konsortialquote von 4,63 % beteiligte. Das Bankhaus A. Levy stieg innerhalb kurzer Zeit in den Finanzmärkten des Reiches auf und gehörte spätestens seit 1926 durch die Aufnahme in das Reichsanleihekonsortium zum „Adelsstand“ des deutschen Bankwesens. Durch Vermittlung der Levybank erwarb Ende 1927 Friedrich Flick gemeinsam mit August Thyssen Aktien im Wert von 75 Millionen Reichsmark an der Phoenix AG. Die Verbindung zu Flick war intensiv, denn die Levybank stellte gemeinsam mit dem Kölner Bankhaus J. H. Stein dem wachsenden Flick-Konzern Akzeptkredite und Rembourskredite zur Verfügung und war mit dem Bankhaus Stein zu insgesamt 6 % am Flick-Anleihekonsortium beteiligt.

## Bankenkrise und Zeit des Nationalsozialismus
Das in eine Unternehmenskrise geratene Bankhaus Sal. Oppenheim sah sich noch 1922 gezwungen, mit dem Bankhaus A. Levy & Co. zusammenzuarbeiten. Die Bankiers wählten dafür die Form einer „Interessengemeinschaft“ und konnten so die wirtschaftliche Lage ihrer Banken stabilisieren. Louis Hagen verfügte inzwischen über 68 Aufsichtsratsmandate und besaß deshalb viele Informationen über deutsche Unternehmen. Er wurde durch den Zusammenschluss Teilhaber bei Sal. Oppenheim und blieb es bis zu seinem Tod im Jahre 1932. Sal. Oppenheim erhoffte sich von der Interessengemeinschaft, zu gesunden. Hagens Bank erhielt mit diesem Zusammenschluss Zutritt zum angesehensten und solidesten Privatbankhaus in Köln. Anfangs waren beide Banken in der Montanindustrie tätig. So besaßen sie in einem Bankenkonsortium, das zur Kapitalerhöhung der Rheinischen AG für Braunkohlenbergbau gegründet worden war, eine Quote von 21 % und lagen damit vor der Deutschen Bank. Hagen hatte im November 1930 den langjährigen Vorstand der Rheinischen Braunkohlenwerke, Paul Silverberg, zum Kommanditisten des Bankhauses und Mandatar der Hagen-Erben bestimmt.
1928 setzte die Weltwirtschaftskrise ein. Als sie sich verschärfte, beschloss Simon Alfred von Oppenheim im Januar 1931, Robert Pferdmenges als Teilhaber des Bankhauses Sal. Oppenheim einzustellen. Deutschlandweit refinanzierten die Banken ihre mittel- und langfristigen Industrie- und Kommunalkredite durch kurzfristige Auslandsguthaben. Diese bestanden aus Guthaben in Fremdwährung, die im August 1931 mindestens 50 Millionen Reichsmark bei der Levybank erreichten und von den Auslandsgläubigern zurückgefordert wurden. Daraus entstand eine Liquiditätskrise bei den deutschen Banken, da viele Kredite und Großkredite nicht zu mobilisieren waren. Nachdem Louis Hagen im Oktober 1932 verstorben war, musste der bis dahin ahnungslose Teilhaber Paul Silverberg feststellen, dass Hagen der Bank A. Levi durch Spekulationen während der Weltwirtschaftskrise Valutaschulden von über 200 Millionen Reichsmark hinterlassen hatte und eine Überschuldung herbeiführten. Als Hagens Nachfolger trat im November 1932 der Prokurist Hermann Leubsdorff als Teilhaber ein. Diese Schulden lösten jährliche Zahlungen von 30 Millionen Reichsmark aus, die A. Levy nicht leisten konnte. Die hieraus entstehende Liquiditätskrise bedrohte über die Interessengemeinschaft auch Oppenheim, so dass man sich im November 1932 entschloss, diese Gewinn- und Verlustgemeinschaft aufzuheben. Das Bankhaus Sal. Oppenheim war laut Interessengemeinschaftsvertrag verpflichtet, die Bank A. Levy nach dem Tode von Hagen zu übernehmen. 
Oppenheims Teilhaber Pferdmenges erreichte zunächst, dass diese Übernahme ausgesetzt wurde. Anschließend bemühte er sich mit Silverberg, den Konkurs von A. Levy zu verhindern. Die Erben wurden gedrängt, aus ihrem Erbe zum Erhalt der Bank beizutragen. Zudem vereinbarten die Gesellschafter von Oppenheim, die beiden Banken auf eigene Rechnung weiterzuführen und im Jahr 1935 erneut über das Schicksal von A. Levy zu beraten. Damit die Sanierungsmaßnahmen Erfolg haben konnten und Sal. Oppenheim nicht gefährdet würde, durfte die Illiquidität der Bank Levy nicht bekannt werden. Pferdmenges trat als Teilhaber auch in die Levybank ein, um deren Probleme mit seiner Persönlichkeit und dem Gewicht der Bank Sal. Oppenheim zu lösen. Er erbat mit Silverberg von der Reichsbank die Erlaubnis zu einer „stillen Liquidation“. Das Reichbankdirektorium akzeptierte diesen Vorschlag. Denn eine Insolvenz von Levy und möglicherweise von Oppenheim hätte zu einem neuen Bankenkrise führen können, nachdem die Deutsche Bankenkrise vom Juni 1931 gerade überwunden war. Zwischen 1933 und 1935 erholten sich die Wertpapiere an den Börsen wieder, so dass eine Besserung bei der Levybank eintrat. Ein sehr hoher Gewinn aus einem vor Jahren abgeschlossenen Geschäft nach dem Sturz des US-Dollars glich einen Großteil der Bankverluste aus. Für die Erben und die Gesellschafter blieb aber 1936, als die Levybank geschlossen wurde, kaum etwas übrig. Auch die Bank Oppenheim verlor ihr in die Levybank eingebrachtes Kapital. Der Oppenheim-Teilhaber Friedrich Carl von Oppenheim stellte nach dem Krieg klar, dass die Auflösung der Bank A. Levy nicht durch die nationalsozialistische Verfolgung verursacht worden war, sondern dass die stille Liquidierung wegen der maroden Bank unausweichlich war. Die Krise des Bankhauses Levy war allein auf das fragwürdige Geschäftsgebaren Louis Hagens zurückzuführen und hätte auch ohne „Arisierung“ eintreten müssen.
Ende 1933 emigrierte Silverberg, ein Protestant jüdischer Herkunft, in die Schweiz. Die Krisensituation der Levybank konnte nur durch erheblichen finanziellen Aufwand vom Bankhaus Oppenheim und den Hagen-Erben stabilisiert werden. Das Bankhaus A. Levy wurde bis zum 31. Dezember 1935 fortgeführt, um Gerüchte über einen bevorstehenden Konkurs zu vermeiden. Schließlich wurden sämtliche Konten, Konsortialbeteiligungen und Wertpapierbestände auf Sal. Oppenheim übertragen. Am 1. Januar 1936 wurden die Hagen-Erben aus der Gesellschafter-Haftung entlassen. 
Im „Deutschen Volkswirt“ vom 31. Januar 1936 wurde die Eingliederung des Bankhauses A. Levy in das Bankhaus Sal. Oppenheim & Cie. ausdrücklich aufgrund der sich ergebenden und genutzten „Gelegenheit ..., durch die jetzt vorgenommenen personellen Änderungen den Rest des nichtarischen Charakters zu beseitigen“, begrüßt. Brisant war ein Runderlass vom 27. März 1933 vom Kölner OB Günter Riesen, dem Nachfolger Konrad Adenauers als Kölner OB. Riesen, ein ausgewiesener Kämpfer der NS-Bewegung, war seit Mai 1925 Prokurist der Levybank und verbot nun „jüdischen Unternehmen“, in Zeitungen zu inserieren, wovon insbesondere die Levybank und Oppenheim betroffen waren. Am 31. Dezember 1938 ist das Bankhaus Levy auf Hagens Erben übergegangen und am 10. Januar 1939 endgültig liquidiert worden.
Durch die Verschmelzung auf Oppenheim befürchtete der „Völkische Beobachter“ am 23. Januar 1936 die Entstehung einer „rein jüdischen Bank“ großen Formats, und noch im Januar 1936 mussten die jüdischen Teilhaber Wilhelm Chan und Otto Kaufmann (Oppenheim) und Hermann Leubsdorf (Levybank) ihre Gesellschafterstellung aufgeben. Robert Pferdmenges führte das Bankhaus Oppenheim treuhänderisch für die Familie Oppenheim während des Zweiten Weltkriegs. In einer Mitteilung der Wirtschaftsgruppe Privates Bankgewerbe vom 10. März 1939 an das Reichswirtschaftsministerium hieß es: „Die Firma Levy ist am 31. Dezember 1938 auf den Sohn des bisherigen Inhabers Max Rudolf Levy, der Mischling ist, übertragen. Die Firma ist laut Mitteilung des Herrn Reichskommissars vom 10. Januar 1939 in Liquidation getreten.“ Mit der Übernahme der Aktiva und Passiva durch Oppenheim war der Name des Bankhauses A. Levy & Co. 1939 aus der Bankenwelt verschwunden.